# Kaisersbach
Kaisersbach è un comune tedesco di 2 701 abitanti, situato nel land del Baden-Württemberg.